# Jimmy Cooks
«Jimmy Cooks» es una canción del rapero canadiense Drake con 21 Savage. Fue lanzada el 17 de junio de 2022 como la duodécima pista del séptimo álbum de estudio de Drake, Honestly, Nevermind. La canción es la única pista del álbum que tiene una aparición especial y, por lo tanto, fue calificada como una pista destacada.

## Composición
En general, la canción da una idea del "viaje profesional" de Drake y hace referencia a sus trabajos anteriores como actor. El sonido de la canción se describió como "un sabor a Memphis" y se destacó por sus elementos de rap "extraños" dentro de un álbum lleno de canciones de baile. También se incluye referencias los jugadores de la NBA Shaquille O'Neal y el difunto Kobe Bryant, así como también el incidente de la bofetada de Will Smith y Chris Rock en los Oscar 2022. Los raperos también rinden homenaje a los artistas fallecidos Lil Keed y DJ Kay Slay.

## Recepción de la crítica
Justin Curto de Vulture elogió la interpretación de Drake, mientras que la aparición de 21 Savage elevó la canción para convertirla en "el momento lúcido y de mayor energía del disco". Armon Sadler de Uproxx pensó que la canción era "aparentemente una segunda parte de «Knife Talk» de Certified Lover Boy y la describió como "divertida, arrogante y exagerada en partes iguales, un lugar cómodo para los dos raperos participantes". Michael Saponara de Billboard la calificó como la mejor canción en Honestly, Nevermind, señalando que Drake "tenía que recordar a los oyentes que está en la cima de la cadena alimenticia en el juego del rap al dejar lo mejor para el final".

## Posicionamiento en las listas
| Listas (2022)                          | Posición |
| -------------------------------------- | -------- |
| Australia (ARIA)                       | 4        |
| Canadá (Canadian Hot 100)              | 1        |
| Estados Unidos (Billboard Hot 100)     | 1        |
| Estados Unidos (Hot R&B/Hip-Hop Songs) | 1        |
| Francia (SNEP)                         | 98       |
| Global 200 (Billboard)                 | 3        |
| Irlanda (IRMA)                         | 9        |
| Italia (FIMI)                          | 98       |
| Países Bajos (Mega Single Top 100)     | 24       |
| Nueva Zelanda (Recorded Music NZ)      | 3        |
| Suecia (Sverigetopplistan)             | 45       |
| Reino Unido (UK Singles Chart)         | 7        |
| Reino Unido (UK R&B Chart)             | 1        |